# Wassenaar
Wassenaar é uma cidade e também um município costeiro do Países Baixos, na província da Holanda do Sul, a oeste do país e próxima a  Haia. Sua população em 1 de janeiro de 2012 era de 25.731 habitantes.

## Geografía
O município de Wassenaar ocupa uma área de 62,50 km² (dos quais 11,65 km² são cobertos por água). A cidade está localizada 10 km ao norte de Haia, na rodovia N44, perto do Mar do Norte. Faz parte do chamado Haaglanden, a conurbação em torno da Haia e da região metropolitana de Roterdã-Haia. Na prática, Wassenaar funciona como um subúrbio rico de Haia.
Além de Haia, ao sul, os outros municípios vizinhos ficam a Katwijk ao norte, Leiden ao nordeste, Voorschoten ao leste e Leidschendam-Voorburg ao sudeste. A oeste do município fica o Mar do Norte.

## História
É uma tradição que Vilibrordo em sua viagem à Holanda desembarcou em Wassenaar, exatamente onde uma igreja do século XII arquitetura românica se encontra hoje (naquela época as altas dunas a oeste da cidade ainda não haviam se formado.)
Wassenaar permaneceu por séculos como uma pequena cidade sem nada de notável, pertencente à família aristocrática dos van Wassenaer. A cidade só começou a ganhar notoriedade no século XIX, quando Luis Bonaparte ordenou a construção do "Heerweg" (estrada militar) entre Haia e Leiden, hoje integrado à cidade. Em 1840, o príncipe Frederico, segundo filho do rei Guilherme I construiu o palácio "De Paauw" ("o pavão"), onde ele morou muitos anos e hoje serve como sede da prefeitura. Com a construção, em 1907, da ferrovia entre Haia e Scheveningen, Wassenaar começou a se tornar um local de residência favorito das classes ricas de Haia.
De setembro de 1944 a março de 1945, Wassenaar albergou algumas das plataformas de lançamento dos foguetes V-2 que a Luftwaffe lançou contra Londres. Como reliquias da Segunda Guerra Mundial permanecem atualmente nas praias de Wassenaar vários búnkeres e cerca de mil metros de galerias subterrâneas que os conectam. Todo o conjunto está declarado hoje refúgio para morcegos e fechado ao público.
Desde 1937 e até seu fechamento por razões econômicas em 1985, Wassenaar sediou um importante parque zoológico, o Dierenpark Wassenaar, conhecido por suas coleções de símios e de felinos e por seu enorme aviário.
Em 1999 se consolidou nesta cidade o chamado Arranjo de Wassenaar, pelo qual se constituía uma associação de Estados para o controle das exportações de armas convencionais e bens e tecnologia de uso duplo, dos quais 42 países (incluindo a Espanha) agora fazem parte, embora a sede operacional da agência esteja em Viena.

## Wassenaar na atualidade
Wassenaar é atualmente, como tem sido desde os dias do príncipe Frederico, o local de residência das personalidades oficiais. O rei da Holanda, Guillermo Alexandre, e sua esposa  Máxima Zorreguieta residiram até 2014 na Villa 'Eikenhorst' 'de Wassenaar, onde Máxima trabalhava em uma das escolas de elite locais.
Além disso, em Wassenaar existem várias residências de embaixadas estrangeiras e, em geral, há uma importante comunidade de diplomatas e empresários de outros países, favorecida pela proximidade da sede em Haia de várias organizações internacionais e pela existência na cidade. de várias escolas internacionais. O Wassenaar também abriga o Instituto Holandês de Estudos Avançados em Ciências Humanas e Sociais (NIAS), que fornece instalações de pesquisa para acadêmicos holandeses e estrangeiros.